# آيت مراو (إغيل ن أومكون)
آيت مراو هي إحدى مشيخات المملكة المغربية، تتبع جغرافيا لإقليم تنغير وإداريًا لإغيل ن أومكون. يقدر عدد سكانها بـ 6685 نسمة حسب الإحصاء الرسمي للسكان والسكنى لسنة 2004.